# ویلی برودرلین
ویلی برودرلین (انگلیسی: Willy Brüderlin؛ ۲۰ اکتبر ۱۸۹۴ – نامشخص) قایقران روئینگ اهل سوئیس بود.
وی در مسابقات کشوری و بین‌المللی در مجموع برندهٔ ۵ مدال طلا شده‌است.